# Ángel Fernández (voetballer)
Ángel Oswaldo Fernández (Machala, 2 augustus 1971) is een voormalig profvoetballer uit Ecuador, die speelde als aanvaller gedurende zijn carrière. Zijn bijnaam luidde El Cuchillo.

## Clubcarrière
Fernández speelde zeven seizoenen voor Emelec, en won tweemaal de Ecuadoraanse landstitel met de club uit Guayaquil. Hij kwam tevens uit voor CA Green Cross.

## Interlandcarrière
Fernández speelde 77 interlands voor Ecuador, en scoorde twaalf keer voor de nationale ploeg in de periode 1991-2004. Hij maakte zijn debuut op 5 juni 1991 in de vriendschappelijke uitwedstrijd tegen Peru (0-1) in Lima, net als doelman Erwin Ramírez, Robert Burbano, Juan Guamán, José Guerrero, Ivo Ron, Juan Carlos Garay en Nixon Carcelén.
Fernández nam met Ecuador deel aan vier edities van de strijd om de Copa América (1991, 1993, 1997 en 2001), en aan de WK-eindronde in 2002 (Japan en Zuid-Korea).
| Interlands van Ángel Oswaldo Fernández voor Ecuador | Interlands van Ángel Oswaldo Fernández voor Ecuador | Interlands van Ángel Oswaldo Fernández voor Ecuador | Interlands van Ángel Oswaldo Fernández voor Ecuador | Interlands van Ángel Oswaldo Fernández voor Ecuador | Interlands van Ángel Oswaldo Fernández voor Ecuador |
| №                                                   | Datum                                               | Wedstrijd                                           | Uitslag                                             | Competitie                                          | Goals                                               |
| Als speler van Club Atlético Green Cross            | Als speler van Club Atlético Green Cross            | Als speler van Club Atlético Green Cross            | Als speler van Club Atlético Green Cross            | Als speler van Club Atlético Green Cross            | Als speler van Club Atlético Green Cross            |
| --------------------------------------------------- | --------------------------------------------------- | --------------------------------------------------- | --------------------------------------------------- | --------------------------------------------------- | --------------------------------------------------- |
| 1                                                   | 5 juni 1991                                         | Peru – Ecuador                                      | 0 – 1                                               | Oefeninterland                                      |                                                     |
| 2                                                   | 30 juni 1991                                        | Chili – Ecuador                                     | 3 – 1                                               | Oefeninterland                                      |                                                     |
| Als speler van Club Sport Emelec                    |                                                     |                                                     |                                                     |                                                     |                                                     |
| 3                                                   | 24 mei 1992                                         | Guatemala – Ecuador                                 | 1 – 1                                               | Oefeninterland                                      |                                                     |
| 4                                                   | 27 mei 1992                                         | Costa Rica – Ecuador                                | 2 – 1                                               | Oefeninterland                                      |                                                     |
| 5                                                   | 4 juli 1992                                         | Uruguay – Ecuador                                   | 3 – 1                                               | Oefeninterland                                      | Goal                                                |
| 6                                                   | 6 augustus 1992                                     | Ecuador – Costa Rica                                | 1 – 1                                               | Oefeninterland                                      |                                                     |
| 7                                                   | 24 november 1992                                    | Peru – Ecuador                                      | 1 – 1                                               | Oefeninterland                                      |                                                     |
| 8                                                   | 27 januari 1993                                     | Ecuador – Wit-Rusland                               | 1 – 1                                               | Oefeninterland                                      | Goal                                                |
| 9                                                   | 31 januari 1993                                     | Ecuador – Roemenië                                  | 3 – 0                                               | Oefeninterland                                      |                                                     |
| 10                                                  | 30 mei 1993                                         | Ecuador – Peru                                      | 1 – 0                                               | Oefeninterland                                      | Goal                                                |
| 11                                                  | 9 juni 1993                                         | Ecuador – Chili                                     | 1 – 2                                               | Oefeninterland                                      |                                                     |
| 12                                                  | 15 juni 1993                                        | Ecuador – Venezuela                                 | 6 – 1                                               | Copa América                                        | Goal · Goal                                         |
| 13                                                  | 19 juni 1993                                        | Ecuador – Verenigde Staten                          | 2 – 0                                               | Copa América                                        |                                                     |
| 14                                                  | 22 juni 1993                                        | Ecuador – Uruguay                                   | 2 – 1                                               | Copa América                                        |                                                     |
| 15                                                  | 26 juni 1993                                        | Ecuador – Paraguay                                  | 3 – 0                                               | Copa América                                        |                                                     |
| 16                                                  | 30 juni 1993                                        | Ecuador – Mexico                                    | 0 – 2                                               | Copa América                                        |                                                     |
| 17                                                  | 3 juli 1993                                         | Ecuador – Colombia                                  | 0 – 1                                               | Copa América                                        |                                                     |
| 18                                                  | 8 augustus 1993                                     | Ecuador – Venezuela                                 | 5 – 0                                               | WK-kwalificatie                                     |                                                     |
| 19                                                  | 15 augustus 1993                                    | Bolivia – Ecuador                                   | 1 – 0                                               | WK-kwalificatie                                     |                                                     |
| 20                                                  | 22 augustus 1993                                    | Brazilië – Ecuador                                  | 2 – 0                                               | WK-kwalificatie                                     |                                                     |
| 21                                                  | 12 september 1993                                   | Venezuela – Ecuador                                 | 2 – 1                                               | WK-kwalificatie                                     |                                                     |
| 22                                                  | 19 september 1993                                   | Ecuador – Bolivia                                   | 1 – 1                                               | WK-kwalificatie                                     |                                                     |
| 23                                                  | 21 september 1994                                   | Ecuador – Peru                                      | 0 – 0                                               | Oefeninterland                                      |                                                     |
| 24                                                  | 2 februari 1996                                     | Venezuela – Ecuador                                 | 0 – 1                                               | Oefeninterland                                      | Goal                                                |
| 25                                                  | 11 februari 1996                                    | Libanon – Ecuador                                   | 1 – 0                                               | Oefeninterland                                      |                                                     |
| 26                                                  | 16 februari 1996                                    | Oman – Ecuador                                      | 0 – 2                                               | Oefeninterland                                      | Goal                                                |
| 27                                                  | 18 februari 1996                                    | Qatar – Ecuador                                     | 1 – 1                                               | Oefeninterland                                      |                                                     |
| 28                                                  | 23 februari 1996                                    | Koeweit – Ecuador                                   | 0 – 3                                               | Oefeninterland                                      |                                                     |
| 29                                                  | 25 februari 1996                                    | Qatar – Ecuador                                     | 1 – 2                                               | Oefeninterland                                      | Goal                                                |
| 30                                                  | 6 maart 1996                                        | Japan – Ecuador                                     | 0 – 1                                               | Oefeninterland                                      |                                                     |
| 31                                                  | 24 april 1996                                       | Ecuador – Peru                                      | 4 – 1                                               | WK-kwalificatie                                     |                                                     |
| 32                                                  | 2 juni 1996                                         | Ecuador – Argentinië                                | 2 – 0                                               | WK-kwalificatie                                     |                                                     |
| 33                                                  | 30 juni 1996                                        | Ecuador – Armenië                                   | 3 – 0                                               | Oefeninterland                                      | Goal                                                |
| 34                                                  | 7 juli 1996                                         | Chili – Ecuador                                     | 4 – 1                                               | WK-kwalificatie                                     |                                                     |
| 35                                                  | 16 augustus 1996                                    | Ecuador – Costa Rica                                | 1 – 1                                               | Oefeninterland                                      | Goal                                                |
| 36                                                  | 1 september 1996                                    | Ecuador – Venezuela                                 | 1 – 0                                               | WK-kwalificatie                                     |                                                     |
| 37                                                  | 4 oktober 1996                                      | Ecuador – Jamaica                                   | 2 – 1                                               | Oefeninterland                                      |                                                     |
| 38                                                  | 9 oktober 1996                                      | Ecuador – Colombia                                  | 0 – 1                                               | WK-kwalificatie                                     |                                                     |
| 39                                                  | 10 november 1996                                    | Paraguay – Ecuador                                  | 1 – 0                                               | WK-kwalificatie                                     |                                                     |
| 40                                                  | 12 januari 1997                                     | Bolivia – Ecuador                                   | 2 – 0                                               | WK-kwalificatie                                     |                                                     |
| 41                                                  | 5 februari 1997                                     | Mexico – Ecuador                                    | 3 – 1                                               | Oefeninterland                                      |                                                     |
| 42                                                  | 12 februari 1997                                    | Ecuador – Uruguay                                   | 4 – 0                                               | WK-kwalificatie                                     |                                                     |
| 43                                                  | 25 maart 1997                                       | Guatemala – Ecuador                                 | 0 – 0                                               | Oefeninterland                                      |                                                     |
| 44                                                  | 8 juni 1997                                         | Ecuador – Chili                                     | 1 – 1                                               | WK-kwalificatie                                     |                                                     |
| 45                                                  | 22 juni 1997                                        | Ecuador – Mexico                                    | 1 – 1                                               | Copa América                                        |                                                     |
| 46                                                  | 12 oktober 1997                                     | Ecuador – Bolivia                                   | 1 – 0                                               | WK-kwalificatie                                     |                                                     |
| 47                                                  | 16 november 1997                                    | Uruguay – Ecuador                                   | 5 – 3                                               | WK-kwalificatie                                     |                                                     |
| 48                                                  | 28 januari 1999                                     | Costa Rica – Ecuador                                | 0 – 0                                               | Oefeninterland                                      |                                                     |
| 49                                                  | 3 februari 1999                                     | Guatemala – Ecuador                                 | 0 – 0                                               | Oefeninterland                                      |                                                     |
| Als speler van Club Deportivo El Nacional           |                                                     |                                                     |                                                     |                                                     |                                                     |
| 50                                                  | 8 oktober 2000                                      | Ecuador – Chili                                     | 1 – 0                                               | WK-kwalificatie                                     |                                                     |
| 51                                                  | 15 november 2000                                    | Venezuela – Ecuador                                 | 1 – 2                                               | WK-kwalificatie                                     |                                                     |
| 52                                                  | 2 juni 2001                                         | Peru – Ecuador                                      | 1 – 2                                               | WK-kwalificatie                                     |                                                     |
| 53                                                  | 2 juli 2001                                         | El Salvador – Ecuador                               | 0 – 1                                               | Oefeninterland                                      |                                                     |
| 54                                                  | 7 juli 2001                                         | Honduras – Ecuador                                  | 1 – 0                                               | Oefeninterland                                      |                                                     |
| 55                                                  | 11 juli 2001                                        | Ecuador – Chili                                     | 1 – 4                                               | Copa América                                        |                                                     |
| 56                                                  | 14 juli 2001                                        | Colombia – Ecuador                                  | 1 – 0                                               | Copa América                                        |                                                     |
| 57                                                  | 17 juli 2001                                        | Ecuador – Venezuela                                 | 4 – 0                                               | Copa América                                        | Goal                                                |
| 58                                                  | 14 augustus 2001                                    | Ecuador – Argentinië                                | 0 – 2                                               | WK-kwalificatie                                     |                                                     |
| 59                                                  | 5 september 2001                                    | Colombia – Ecuador                                  | 0 – 0                                               | WK-kwalificatie                                     |                                                     |
| 60                                                  | 6 oktober 2001                                      | Bolivia – Ecuador                                   | 1 – 5                                               | WK-kwalificatie                                     | Goal                                                |
| 61                                                  | 7 november 2001                                     | Ecuador – Uruguay                                   | 1 – 1                                               | WK-kwalificatie                                     |                                                     |
| 62                                                  | 14 november 2001                                    | Chili – Ecuador                                     | 0 – 0                                               | WK-kwalificatie                                     |                                                     |
| 63                                                  | 20 januari 2002                                     | Ecuador – Haïti                                     | 0 – 2                                               | CONCACAF Gold Cup                                   |                                                     |
| 64                                                  | 22 januari 2002                                     | Canada – Ecuador                                    | 0 – 2                                               | CONCACAF Gold Cup                                   |                                                     |
| 65                                                  | 27 maart 2002                                       | Ecuador – Bulgarije                                 | 3 – 0                                               | Oefeninterland                                      |                                                     |
| 66                                                  | 8 mei 2002                                          | Ecuador – Joegoslavië                               | 1 – 0                                               | Oefeninterland                                      |                                                     |
| 67                                                  | 23 mei 2002                                         | Ecuador – Senegal                                   | 0 – 1                                               | Oefeninterland                                      |                                                     |
| 68                                                  | 30 april 2003                                       | Spanje – Ecuador                                    | 4 – 0                                               | Oefeninterland                                      |                                                     |
| 69                                                  | 21 augustus 2003                                    | Ecuador – Guatemala                                 | 2 – 0                                               | Oefeninterland                                      |                                                     |
| 70                                                  | 15 november 2003                                    | Paraguay – Ecuador                                  | 2 – 1                                               | WK-kwalificatie                                     |                                                     |
| 71                                                  | 18 november 2003                                    | Ecuador – Peru                                      | 0 – 0                                               | WK-kwalificatie                                     |                                                     |
| 72                                                  | 10 maart 2004                                       | Mexico – Ecuador                                    | 2 – 1                                               | Oefeninterland                                      |                                                     |
| 73                                                  | 28 april 2004                                       | Honduras – Ecuador                                  | 1 – 1                                               | Oefeninterland                                      |                                                     |
| 74                                                  | 10 oktober 2004                                     | Ecuador – Chili                                     | 2 – 0                                               | WK-kwalificatie                                     |                                                     |

## Erelijst
Emelec
- Campeonato Ecuatoriano

1993, 1994
 El Nacional
- Campeonato Ecuatoriano

2006